# Ковалевский, Владимир Павлович
Владимир Павлович Ковалевский (1875 — 13 декабря 1918, Петроград) — статский советник, военный врач, санитарный врач Балтийского флота, расстрелян в декабре 1918 года за организацию антисоветской организации, работавшей в интересах английской разведки.

## Биография
Окончил Казанский университет. Служил в больнице Николая Чудотворца и Военно-медицинской академии.
В 1904 году, с началом русско-японской войны, отправлен в Порт-Артур в составе миссии Красного креста. Был младшим судовым врачом на госпитальном судне Первой Тихоокеанской эскадры «Монголия»; присутствовал при бое с японским флотом в Жёлтом море.
После войны служил на крейсере «Аврора», канонерской лодке «Сивуч». С 16 марта 1911 — старший врач крейсера «Паллада»; затем служил на линейном корабле «Император Павел I». В марте 1917 года вышел в отставку и служил санитарным инструктором  Балтийского флота.
Пользуясь своими обширными связями среди моряков, создал вербовочно-осведомительную организацию, в руководство которой входили также английский военно-морской атташе капитан Френсис Аллен Кроми (с которым он был знаком ещё с дореволюционных времён) и полковник Куроченков. Организация занималась сбором шпионских сведений для англичан, переправляла через Петроград в Архангельск и Вологду бывших офицеров, а также готовила возможное вооружённое восстание в Петрограде и Вологде. 
21 августа 1918 был арестован и заключён в Дерябинскую тюрьму (ранее — казармы морского дисциплинарного батальона, затем — морская тюрьма; находилась на углу Чекушинской набережной и Большого проспекта Васильевского острова, д. 104). 22 августа состоялся первый допрос, который провёл лично глава Петроградской ЧК М.С. Урицкий. Дальнейшие следственные действия позволили раскрыть организацию, в которой состояло более 60 лиц.
В декабре  Ковалевский был переведён в Трубецкой бастион Петропавловской крепости. 
13 декабря 1918 расстрелян по обвинению в создании военной организации, связанной с английской миссией.

## Дело Ковалевского
Дело контрреволюционной организации В.П. Ковалевского было одним из важнейших в Петроградской ЧК в 1918 году. Вначале оно развивалось как расследование шпионской деятельности российских граждан в интересах британской разведки, однако затем проявило свои внутриполитические задачи.  
В июне 1918 г. в Архангельск стали прибывать группами и поодиночке бывшие гвардейские и морские офицеры из Вологды, Москвы, но преимущественно из Петрограда. У многих на руках имелись подлинные документы, выданные Вологодским Военконтролем или военными структурами Петрограда. Аналогичные случаи были зафиксированы и в Москве, откуда бывшие офицеры направлялись в Вологду целыми вагонами.  
В начале августа 1918 г. на станции Плесецкая Архангельской железной дороги красноармейцы задержали человека с  пропуском на имя Сомова, выданным Вологодским Военконтролем. На допросе задержанный показал, что был послан из Петрограда доктором Ковалевским в Архангельск к англичанам, сопровождение ему обеспечили члены организации Ковалевского, для которых опознавательным знаком служила жёлтая пуговица на поношенном пальто. В Архангельске, после обмена паролем (пароль «Двина», отзыв «Дон») передав донесение, он должен был вступить на службу к белым. 

### Следствие
Благодаря показаниям Сомова было установлено место ключевого перевалочного пункта на станции Дикая, вблизи Вологды, где переодетые чекисты с опознавательным знаком-пуговицей вскоре перехватили военного летчика Оллонгрена, офицеров-артиллеристов Белозёрова и Солминова, юнкера Михайлова. Их допросы вывели на след бывшего полковника Михаила Куроченкова, арестованного в поезде на станции Чебсара в ночь с 19 на 20 августа 1918 г. Куроченков попытался выпрыгнуть из поезда на полном ходу и сломал руку. Добравшись до деревни Анисимово, полковник предложил крестьянину Александру Савину 40 тыс. руб. за надежное укрытие и помощь, а тот отвёл его в Несвойский сельсовет, откуда его доставили в Вологодскую губчека.
21 августа был арестован доктор Ковалевский, его 22 августа допросил лично председатель Петроградской ЧК М. С. Урицкий. Ковалевский показал, что полковник Куроченков был его пациентом, а с английским военно-морским атташе, капитаном Фрэнсисом Алланом Кроми, он когда-то служил. В ходе следствия и проходивших по этому делу около 60 человек были выявлены обширные военные и внешнеполитические связи Ковалевского. Были доказаны связи английской разведки с организацией Ковалевского: она  занималась сбором шпионских данных, вербовала бывших офицеров, а также готовила вооружённые выступления в Петрограде и Вологде.  
В ходе вооруженного захвата Английского посольства, предпринятого Петроградской губчека 31 августа 1918 г., военно-морской атташе Кроми успел сжечь все компрометирующие документы, а сам погиб в перестрелке.  

### Приговорённые к расстрелу
8 декабря 1918 г. «Известия ВЦИК» поместили первое сообщение о раскрытии вербовочной шпионской английской организации и расстреле осуждённых по этому делу. В сообщении были указаны фамилии расстрелянных лиц, частично искажённые. С коррекцией это:
1. Ковалевский Владимир Павлович — военный врач, глава организации, связывавшей ее с английской миссией.
2. Морозов Владимир Владимирович.
3. Туманов Владимир Спиридонович.
4. Де Симон Анатолий Михайлович.
5. Логин Иван Осипович.
6. Плен Павел Михайлович (в 1917 г. являлся также главой организации, отправлявшей офицеров на Дон).
7. Грабовский Александр Александрович.
8. Шульгина Вера Викторовна — хозяйка явочного кафе "Goutes".
9. Соловьев Георгий Александрович.
10. Трифонов Иван Николаевич.
11. Бетулинский Юрий Андреевич (титулярный советник, участник Русско-английского ремонтного товарищества на Мурмане).
12. Весёлкин Михаил Михайлович — контр-адмирал в отставке, главный организатор Русско-английского ремонтного товарищества на Мурмане.
13. Рыков Александр Николаевич — бывший морской офицер, участник Русско-английского ремонтного товарищества на Мурмане.
14. Христик, Иосиф Павлович
15. Абрамсон, Кальман Абрамович
16. Смирнов, Иван Александрович

### Дальнейшее прояснение обстоятельств
В дальнейшем картину дела Ковалевского стали дополнять воспоминания эмигрантов и показания арестованных по другим делам в Советской России.
Члена ЦК партии народных социалистов, председатель её петроградского комитета В. И. Игнатьев сообщил в 1922 году, что в Петрограде весной 1918 г. имелся целый ряд подпольных организаций, тесно связанных с зарубежными военными миссиями, в том числе с английскими. Среди них Игнатьев назвал организации генерала Геруа и доктора Ковалевского, обе связанные с англичанами. 
Г. Е. Чаплин в 1928 г. в 4-м томе «Белого дела» сообщил, что  «находился в тесной связи с покойным английским морским агентом, кап. I ранга Кроми и прочими морскими и военными агентами союзников», упомянув об участии Кроми в руководстве  одной из многочисленных петроградских подпольных организаций, в котором также работали  «военно-морской врач, гвардейский полковник и полковник генерального штаба». Первоначально она переправляла офицеров на Дон, на Волгу к белочехам, реже — к союзникам на Мурман. В мае  1918 года офицеров в основном стали переправлять в Архангельск. Военный врач и полковник генштаба остались в Петрограде для организаторской работы, гвардейскому полковнику поставили задачу проникнуть в ряды Красной Армии и получить назначение на Мурманскую железную дорогу для организации там передаточного пункта. Чаплина направили в Архангельск для приёма офицеров и организации последующего вооруженного выступления. В Вологде Чаплин получил документы английского гражданина и сотрудника английской военной миссии, а затем в Архангельске занимался организацией антибольшевистского переворота. Таким образом, Чаплин подтвердил наличие организации под руководством Ковалевского в Петрограде и её связь с английской разведкой.

## Награды
- Орден Святого Станислава 3-й степени с мечами (1904)
- знак за оборону Порт-Артура
- Орден Святой Анны 2-й степени с мечами (1906)
- Орден Святого Станислава 2-й степени с мечами (1907)
- Орден Святого Владимира 4-й степени с мечами (1907)